# U 338
U 338 war ein deutsches U-Boot des Typs VII C der Kriegsmarine.

## Die Geschichte vonU 338

### Bau und Indienststellung
U 338 wurde am 4. April 1941 bei den Nordseewerken in Emden auf Kiel gelegt. Am 20. April 1942 lief es vom Stapel. Dabei kam es zu einem Unfall: Durch ein Missgeschick glitt U 338 vorzeitig von der Helling und versenkte ein Schwimmdock von 200 Tonnen. Die Mannschaft gab ihrem U-Boot von da an den Namen "Wilder Esel" (zurückzuführen auf das "ungestüme" Verhalten des Bootes). Der 1. Wachoffizier, Oberleutnant zur See Herbert Zeissler, entwarf daraufhin eine entsprechende Zeichnung, die fortan als Bootswappen am Turm geführt wurde.
Am 25. Juni 1942 wurde U 338 in Dienst gestellt. Kommandant wurde Oberleutnant zur See Manfred Kinzel, der am 1. August 1942 zum Kapitänleutnant befördert wurde.

### Einsätze
Nach einer rund achtmonatigen Ausbildung in der 8. U-Boot-Flottille lief das Boot am 23. Februar 1943 zu seiner ersten Unternehmung aus. Ab März 1943 war es der 7. U-Boot-Flottille unterstellt, einer Frontflottille, die in Saint-Nazaire stationiert war. U 338 wurde der Gruppe "Stürmer" zugewiesen, die gemäß der von Karl Dönitz entwickelten Rudeltaktik im März 1943 den alliierten Geleitzug SC 122 angriff. Dieser Konvoi war am 5. März aus dem Hafen von New York ausgelaufen. Kommandant Kinzel griff mehrere Schiffe des Geleitzugs SC 122 erfolgreich an.
Am 17. März 1943 versenkte U 338 aus dem Geleitzug SC 122 vier Schiffe mit 21.927 BRT:
Um drei Uhr morgens torpedierte Kinzel den britischen Dampfer Kingsbury (4.898 BRT). Dabei kamen drei Besatzungsmitglieder und ein Passagier ums Leben (Lage). 44 Überlebende wurde von der Zamalek aufgenommen und am 22. März nach Schottland gebracht. Die Zamalek rettete zudem 25 Überlebende der ebenfalls durch Kinzel versenkten King Gruffydd (5.072 BRT), bei deren Versenkung 24 Besatzungsmitglieder ums Leben gekommen waren (Lage). Das dritte an diesem Tag durch Kinzel versenkte Schiff war der panamaische Dampfer Granville (4.071 BRT). Hierbei kamen dreizehn Besatzungsmitglieder, darunter zehn Maschinisten, ums Leben   (Lage). 34 Männer wurden durch die britische Korvette HMS Lavander aufgenommen und am 23. März nach Liverpool gebracht. Zudem versenkte Kinzel den niederländischen Dampfer Alderamin (7.886 BRT) (Lage). Außerdem wurde der britische Dampfer Fort Cedar Lake (7.134 BRT) torpediert, der später von U 665 versenkt wurde.
Während des Rückmarsches wurde U 338 am 20. März in der Biscaya durch ein Flugzeug angegriffen. Es gelang, die angreifende Halifax der 502. Squdr. abzuschießen. Am 24. März 1943, nach fast einem Monat auf See, lief das Boot in Saint-Nazaire ein.
Am 15. Juni 1943 lief U 338 von Saint-Nazaire zur zweiten Unternehmung aus. Zwei Tage später wurde es erneut aus der Luft angegriffen. Hierbei kam der Obersteuermann Paul Trefflich ums Leben. Drei weitere Besatzungsmitglieder wurden verwundet. U 338 musste schwer beschädigt den Rückmarsch antreten und lief am 21. Juni 1943 wieder in Saint-Nazaire ein.

### Umbau
In Saint-Nazaire wurden erhebliche Veränderungen an der Flugabwehrbewaffnung des Bootes vorgenommen. Wie bei vielen anderen Booten wurde auch bei U 338 das kaum verwendete 8,8-cm-Deckgeschütz entfernt. Stattdessen bekam das U-Boot einen zusätzlichen Wintergarten, eine Erweiterung der Brücke in Form einer Abstufung, die an der Hinterseite des Turmes installiert wurde. Insgesamt wurde das Hinterteil der Brücke so auch verbreitert. Die einzelne 20-mm-Flak wurde durch zwei 20-mm-Doppellafetten ersetzt, und im sogenannten Wintergarten fand eine 20-mm-Vierlings-Flak ihren Platz. Eine solch gravierende Veränderung wurde bei mehreren U-Booten des Typs VII C als Antwort auf die vermehrten Luftangriffe nach Einführung des Radars auf britischer Seite vorgenommen. Manche Boote erhielten anstelle des Vierlings eine 37-mm-Flak, die sich bei der zunehmend stärkeren Panzerung der Flugzeuge als sinnvoller erwies.
Auf U 338 wurde zusätzlich, was seltener der Fall war, ein Zwillingsmaschinengewehr, bestehend aus zwei MG 151, auf einer nochmals zusätzlichen Abstufung an der Vorderseite des Turms angebracht. Zwar war die Verstärkung der Flak-Bewaffnung nötig, doch senkte sie die Geschwindigkeit bei Unterwasserfahrt.

### Weitere Einsätze
Am 25. August 1943 lief U 338 zu seiner letzten Unternehmung aus. Es wurde der U-Boot-Gruppe "Leuthen" zugeteilt, welche auf den Geleitzug ON 202 angesetzt wurde.

### Versenkung
Seit dem 20. September 1943 fehlt von diesem Boot jede Spur. Ursprünglich wurde vermutet, dass U 338 beim Auftauchen von einer B-24 Liberator mit einem sogenannten „Fido“-Torpedo, einem akustisch gelenkten Lufttorpedo, angegriffen wurde. Doch dieser Angriff galt U 386, welches unbeschädigt entkommen konnte.
Nachforschungen von deutscher Seite haben ergeben, dass U 338 am Abend des 20. September 1943 von der kanadischen Korvette HMCS Drumheller angegriffen wurde. Diese war, nach der Positionsmeldung einer B-24 Liberator, auf das U-Boot angesetzt worden. Die Korvette beschoss U 338 mit ihrem Bordgeschütz, so dass es schnell abtauchen musste. Unter Wasser wurde das U-Boot mit Asdic geortet, einem Unterwasserortungsgerät, das mit hochfrequentierten Schallwellen arbeitete. Bevor die Drumheller jedoch zum ersten Wasserbombenangriff anlaufen konnte, wurde sie durch eine heftige Unterwasserdetonation erschüttert. Vermutlich hatte U 338 beim Wegtauchen einen T-5-Torpedo ("Zaunkönig"), der sein Ziel akustisch sucht, auf die Korvette geschossen.
Man muss davon ausgehen, dass U 338 entweder durch den eigenen Torpedo oder durch das Artilleriefeuer der Korvette versenkt worden ist.57° 20′ N, 30° 0′ W

## Besatzung
Kommandant
- Kptlt. Manfred Kinzel †

Wachoffiziere
- Oblt.z.S. Herbert Zeissler (Juni 1942 – Juli 1942), gestorben 2009 in Magdeburg
- Lt.z.S. Otto Dekow †,
- Lt.z.S. Gerald Göhring †,
- OFhr.z.S. Karl-Heinz Zapel †

Leitende Ingenieure
- Ol (Ing) Ernst Flemming †,
- OMasch Heinrich Hessling †,
- OMasch Wilhelm Wyss †

Bordarzt
- MarOAssA Dr. Hans-Heino Claessens †

Obersteuerleute
- OStrm Paul Trefflich † (-17. Juni 1943 / siehe Gefallenen-Liste),
- Strm Werner Braun †

Mannschaft
- MaschGfr Bergt, Rolf, * 14. April 1924
- MtrOGfr Böttcher, Paul, * 1. Oktober 1921
- Strm Braun, Werner, * 8. November 1916
- MechGfr Brinkschmidt, Hans-Günther,* 3. Februar 1924
- MaschGfr Brix, Leopold, * 23. Februar 1924
- MarOAss Arzt Dr. Clässens, Hans-Heino, * 23. März 1916
- Lt. Dekow, Otto, * 13. April 1918
- MaschMt Delli, Erwin, * 13. Februar 1921
- BtsMt Drott, Fritz, * 3. Januar 1919
- MechMt Fischer, Karl-Heinz, * 7. April 1921
- Oblt. (Ing) Flemming, Ernst, * 15. Januar 1920
- Lt. Göhring, Gerald, * 10. Februar 1922
- MechOGfr Grießhammer, Max, * 7. Januar 1923
- MtrOGfr Günther, Hans, * 21. Dezember 1923
- OMasch Heßling, Heinrich, * 30. August 1911
- MaschOGfr Höhne, Harry, * 4. September 1921
- OMaschMt Horn, Karl, * 17. Januar 1918
- FkMt Jacob, Franz, * 7. Oktober 1921
- MaschOGfr Joswig, Hans, * 27. Juli 1922
- MaschMt Kießling, Werner, * 16. Oktober 1920
- KptLt Kinzel, Manfred, * 27. März 1915
- MtrGfr Knoppe, Rudolf, * 17. Dezember 1923
- BtsMt Kolletzki, Alfred, * 2. Januar 1920
- MtrGfr Kohne, Willi, * 18. Juli 1923
- FkGfr Krajnicki, Rudi, * 18. März 1925
- MtrOGfr Kreuzer, Theobald, * 21. Januar 1924
- BtsMt Kunze, Josef, * 16. Oktober 1920
- MtrGfr Lindinger, Georg, * 8. April 1924
- MaschOGfr Lissi, Heinrich, * 13. August 1920
- MtrOGfr Maske, Günter, * 29. Oktober 1923
- MtrOGfr Meichssner, Karl, * 29. September 1923
- MaschOGfr Mergen, Alois, * 21. April 1923
- MaschOGfr Obermeier, Heinz, * 1. Juli 1924
- MaschOGfr Örtel, Hans. * 4. April 1923
- FkMt Paul, Walter, * 17. Mai 1919
- FkOGfr Peperkorn, Dietrich, * 24. November 1921
- MaschMt Preuß, Otto, * 11. Oktober 1920
- MtrOGfr Rodner, Josef, * 13. Dezember 1922
- MtrOGfr Schneider, Heinz, * 17. September 1923
- MtrOGfr Schnitzler, Peter, * 4. Juni 1924
- MtrOGfr Schönhardt, Erwin, * 6. Februar 1923
- MechOGfr Schramme, Gerhard, * 9. Dezember 1923
- MaschOGfr Schröder, Herbert, * 23. Dezember 1921
- MaschOGfr Schulz, Franz, * 1. März 1923
- MaschOGfr Skriewe, Alfred, * 13. Mai 1923
- OMaschMt Stodt, Walter, * 18. Oktober 1916
- OMaschMt Weise, Herbert, * 13. Oktober 1918
- MaschOGfr Westerheide, Walter, * 30. April 1924
- OMasch Wyss, Wilhelm, * 10. Dezember 1914
- OFähnr Zapel, Karl-Heinz, * 17. Dezember 1914
- MaschOGfr Zeltner, Wilhelm, * 5. April 1924

Einzelverlust:
- OStrm Trefflich, Paul, * 4. Februar 1914

(Beim Flugzeugangriff am 17. Juni 1943 i. d. Biscaya gefallen)